# Saint-Palais-du-Né

Saint-Palais-du-Né este o comună în departamentul Charente, Franța. În 1 ianuarie 2022 avea o populație de 305 de locuitori.